# 흑연감속 비등경수 압력관형 원자로

RBMK 개략도

RBMK 또는 흑연감속 비등경수 압력관형 원자로(黑鉛減速沸騰輕水壓力管型原子爐)는 소비에트 연방이 개발한 원자로 형식으로, 러시아어 Реактор Большой Мощности Канальный(Reactor Bolshoy Moshchnosti Kanalniy, 채널형 고출력 원자로)의 첫글자를 따서 RBMK라고 부르며, 현재는 소비에트 연방이 만든 흑연감속 원자로의 뜻으로만 사용된다. RBMK는 체르노빌 사고를 일으킨 원자로 유형이며, 2004년 현재 더 이상의 건설계획은 없으며 체르노빌의 마지막 RBMK는 2000년까지 폐로되지 않았으며, 2017년 현재 러시아에선 총 11개의 RBMK 원자로가 구동중에 있다.
RBMK는 소련의 플루토늄 생산용 원자로를 기반으로 한 원자로를 만드는 소련의 프로젝트 중 최고의 작품이었다. 세계 최초 원자력 발전소(최초로 원자로에서 전력생산)에 쓰인 첫 번째 RBMK인 AM-1 ("Атом Мирный", 러시아 어로 "peaceful atom")는 5MW의 전력(열출력 30MW)을 오브닌스크에 1954년부터 59년까지 공급했다.
RBMK는 냉각재로 경수를 감속재로 흑연을 사용하며, 연료로는 천연우라늄을 사용할 수 있으며(일반적으로 2.4%의 농축우라늄을 사용한다), 압력관 개수만 늘리면 원자로를 크게 만들수 있고, 또한 운전중 연료교체가 가능하기 때문에 운전성이 높다는 장점이 있다. 그 대신, 다른 원자로 유형에 비해 냉각수에 문제 생기면 폭발 가능성이 더욱 높다는 단점이 있다.

## 설계
RBMK는 흑연 감속재를 통과하는 7m 가량의 압력튜브로 되어있으며, 냉각재로 물을 사용하는데 비등수형 원자로와 비슷한 온도인 290°C 정도로 비등한다. RBMK의 연료는 저농축 우라늄을 사용하며, 3.5 미터 길이의 연료집합체에 장착한다. RBMK는 감속재로 흑연을 사용하기 때문에 양의 보이드계수를 가지며 이러한 양성 피드백의 제어가 엇나갈경우 체르노빌 사고와 같은 재앙이 일어날수 있다.

체르노빌 RBMK 원자로 4호기 노심 봉 배치도
초록색: 제어봉(167개)
노란색: 짧은 제어봉(32개)
빨간색: 자동 제어봉(12개)
파란색: 기동용 중성자 소스(12개)
회색: 압력관(1661개)

일반적인 RBMK의 노심에는 3000개의 연료 집합체를 넣을 수 있다. 연료집합체는 우라늄 산화물 펠릿으로 가득찬 연료봉의 집합으로 되어 있으며, 밑부분에는 연료봉의 버팀목과 적당한 거리를 유지시켜 주는 금속 받침대로 구성되어 있으며, 노심은 연료집합체에서 끌어낸 열 에너지를 잠시 저장해두는 역할을 하고 있다. 원자로가 가동하면, 연료속의 235U가 연쇄반응을 내면서 줄어들게 된다. 몇몇 238U원자들은 여분의 중성자를 얻어 분열가능한 플루토늄으로 변화하여 에너지를 낸다. 이 반응으로 세슘이 생성되며, 이런 세슘은 연쇄반응과 열생산을 저해시킨다. RBMK는 운전중 연료교환이 가능하여, 다른 원자로에 비해 가동률을 높일 수 있다.

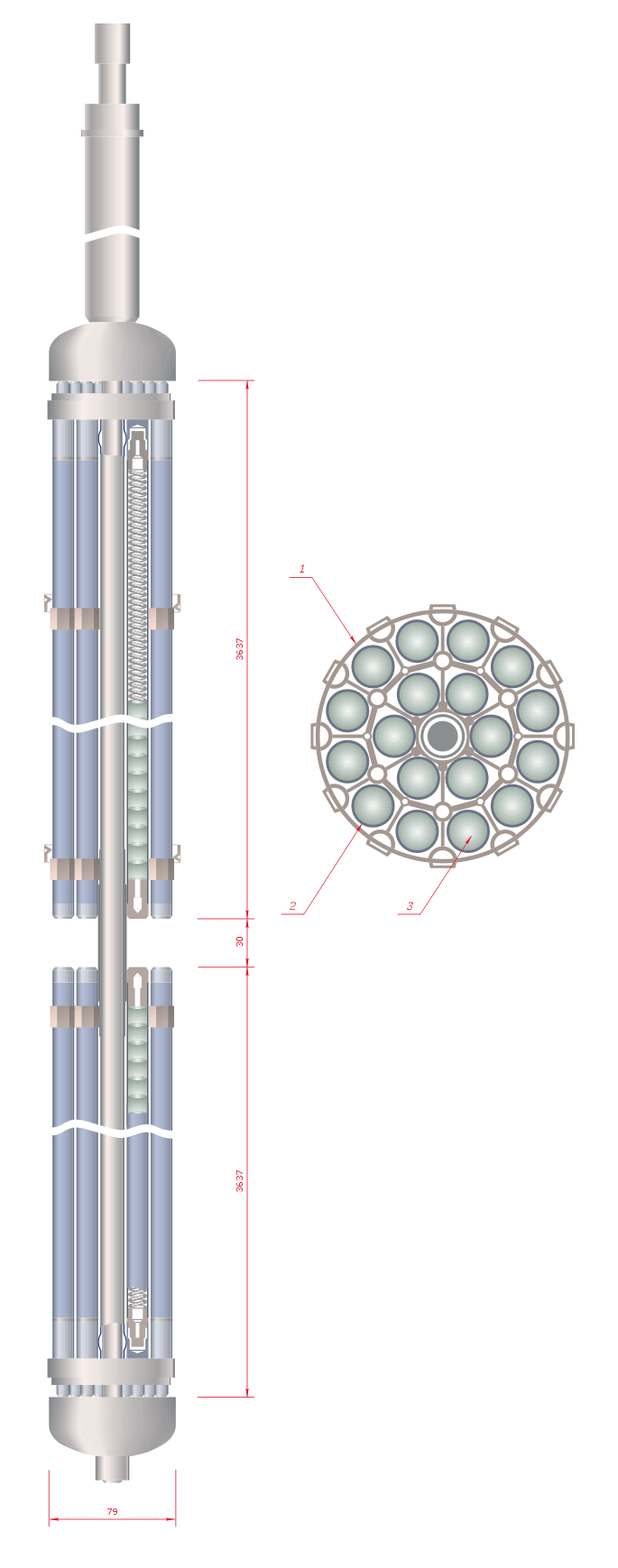
RBMK 원자로의 연료집합체

## 안정성
RBMK의 디자인은 정상 운전, 그리고 비상시 상황에 필요한 몇몇 안전 시스템이 있다. 그중 하나는 노심 출력을 감시하는 피드백 센서로, 출력이 증가할시 자동적으로 제어봉을 노심에 삽입하여 출력을 낮추고, 반대로 출력이 낮아질시엔 제어봉을 인출하여 출력을 높인다. 만약 이 센서가 비정상적인 급격한 출력 상승을 감지하면 211개의 붕소 제어봉이 노심으로 들어가 반응을 중단시킨다. 또한 RBMK 원자로에는 발전소와 주변환경의 방사선을 감시하는 방사선 모니터링 관측소가 있으며, 매우많은 차폐벽이 방사선을 흡수하도록 되어 있다. 그리고 또한 RBMK은 사고 국부화 시스템이 있는데, 이 시스템은 격리에 도움이 되나, 이 시스템은 오직 약간의 국소 파이프 고장에만 도움이 되었고, 체르노빌 원자력 발전소 사고와 후쿠시마 제1 원자력 발전소 사고 이후 무용지물이란걸 보여줬다.

## 체르노빌 사고 이후 개선
체르노빌 사고 이후, 모든 운영중인 RBMK는 여러 안전조치를 추가하였다. 제일 크게 바뀐곳은 RBMK의 제어봉 설계였다. RBMK의 제어봉은 붕소로 된 중성자 흡수재 아래에 흑연 감속재가 있는 형태인데, 예전 제어봉 설계는 반응성을 올리기 위해 제어봉을 과도하게 들어올릴 경우 감속재가 연료봉보다 위로 올라가게 된다. 이 상태에서 반응을 낮추기 위해 제어봉을 삽입하면 연료봉 옆을 흑연 감속재가 먼저 지나간 뒤 중성자 흡수재가 지나가게 된다. 즉 반응을 낮추기 위해 제어봉을 삽입하면, 순간적으로 반응성이 급격히 올라간 뒤 반응이 정지되게 된다. 체르노빌 사고에서는 이 결함이 원자로 폭발의 원인이 되었다.
- 연료 농축률을 2%에서 2.4%로 높였다. 이로 인해 중성자 흡수율이 높아져 원자로 제어의 신뢰성을 높였다.
- 수동 제어봉 개수가 30에서 45개로 늘어났다.
- RBMK 설계가 위험하기 때문에, 80개의 추가 중성자 흡수재가 저출력을 억제한다.
- SCRAM (원자로 긴급 정지) 시간을 18초에서 12초로 단축시켰다.
- 예방책으로 긴급 안전시스템에 승인되지 않은 접근을 대비하였다.

## 같이 보기
- 니콜라이 돌레잘

## 참고 문헌
- Technical data on RBMK-1500 reactor 이그날리아 원자력 발전소
- The Chernobyl Disaster - RBMK 설계가 어떻게 재앙을 가능하게 했는지 설명.